# Estación de Benalmádena-Arroyo de la Miel
La estación de Benalmádena-Arroyo de la Miel es una estación de ferrocarril situada en el municipio español de Benalmádena, en la provincia de Málaga, comunidad autónoma de Andalucía. Forma parte de la línea línea C-1 de Cercanías Málaga.
Está ubicada en la intersección de las avenidas de la Constitución y la Estación de Arroyo de la Miel, principal núcleo urbano del municipio de Benalmádena.

## Situación ferroviaria
Se encuentra en la línea férrea de ancho ibérico Málaga-Fuengirola, pk. 19,6.

## La estación
La estación es semi-subterránea, situada en un punto en que la línea sale de un túnel bajo el casco urbano de Arroyo de la Miel. Se puede acceder a ella a través de escaleras (mecánicas y convencionales) y ascensores. La zona central de las vías y los parte de los andenes están al descubierto. Cuenta con doble vía y con dos andenes laterales para cada sentido. La estación fue reformada a finales de los años 90, dotándola de ascensores, escaleras mecánicas y un nuevo vestíbulo.

## Servicios ferroviarios

### Cercanías
Forma parte de la línea C-1 de Cercanías Málaga. Paran trenes con una frecuencia media de 20 minutos en cada sentido.

## Conexiones
Esta estación está situada en pleno centro de Arroyo de la Miel, en la travesía de la carretera A-368 (Mijas-Torremolinos), y tiene paradas de autobuses urbanos hacia los núcleos urbanos de Benalmádena Costa, Benalmádena Pueblo y urbanizaciones exteriores. De igual manera está conectada con municipios vecinos como Mijas , Torremolinos y Fuengirola por líneas interurbanas.
En las cercanías de esta estación dan servicio una línea urbana del municipio, un bus turístico y algunas líneas adscritas al Consorcio de Transporte Metropolitano del Área de Málaga.

## Lugares de interés próximos
Muy próximas a esta estación se localizan puntos de interés turístico como el teleférico de Benalmádena, el parque de atracciones y espectáculos Tivoli World, la concurrida Plaza de la Mezquita, la Casa de la Cultura y el la estación del Teleférico de Benalmádena.